# Libia en los Juegos Olímpicos de Sídney 2000
Libia estuvo representada en los Juegos Olímpicos de Sídney 2000 por tres deportistas masculinos que compitieron en tres deportes.
El portador de la bandera en la ceremonia de apertura fue el practicante de taekwondo Nizar Naeeli. El equipo olímpico libio no obtuvo ninguna medalla en estos Juegos.